# Église Saint-Martin-l'Évêque d'Albiano d'Ivrea
L'église Saint-Martin-l'Évêque (italien : chiesa di San Martino Vescovo) est une église catholique située à Albiano d'Ivrea, au Piémont en Italie.

## Localisation
L'église se situe dans le centre du village d'Albiano d'Ivrea, dans la ville métropolitaine de Turin, et occupe un coin d'un carrefour.

## Historique
La paroisse d'Albiano est, dès sa fondation, sous la juridiction directe de l'évêque d'Ivrée, qui en nomme le prévôt sans obligation de consulter les chefs de famille.
Le territoire de la paroisse d'Albiano est réduit en 1443, lorsque la localité de Tina est retirée de sa juridiction.
La première pierre de la nouvelle église baroque est posée en 1773 ; l’édifice, conçu par l'architecte sicilien Francesco Martinez, neveu du célèbre architecte Filippo Juvarra, est achevé en 1787.
En 1972, pour adapter l’église paroissiale aux normes postconciliaires, un autel tourné vers l’assemblée est ajouté, tandis qu'en 2017 le toit de l’église fait l’objet d’une restauration.

## Architecture
La façade de l'église, orientée vers le nord-ouest et caractérisée par des angles arrondis, est divisée en deux registres par une  corniche marcapiano, tous deux rythmés par des pilastres et ornés de panneaux décoratifs. Le registre inférieur présente en son centre le portail d’entrée, surmonté d’une mosaïque, tandis que le registre supérieur, couronné par un fronton mixtiligne, abrite une niche contenant une statue.
Attenant à l’église paroissiale se dresse le campanile à base carrée, lequel possède une ouverture monofore sur chaque face et est couvert d’un toit à quatre pans.
L’intérieur de l’édifice se compose d’une nef unique, ornée de motifs phytomorphes, sur laquelle s’ouvrent des chapelles latérales. Ses murs sont rythmés par des pilastres. À l’extrémité de la nef, le chœur s’élève de quelques marches et se termine par une abside semi-circulaire.